# Vasticardium insulare
Vasticardium insulare is een tweekleppigensoort uit de familie van de Cardiidae. De wetenschappelijke naam van de soort is voor het eerst geldig gepubliceerd in 1997 door Vidal.